# Scuderia Villorba Corse
Scuderia Villorba Corse est une écurie de sport automobile italienne.

## Histoire
Lancée en 1992, l'écurie participe à des courses de côtes et glane sur quelques années plusieurs titres de cette discipline. En 2000, elle devient une écurie professionnelle, et s'engage dans des championnats italiens tel que le Championnat d’Italie de prototypes, et, en 2006, dans le Championnat d'Italie GT avec Denny Zardo et notamment l'ancien pilote de Formule 1 Alex Caffi. À bord d'une Ferrari F430 GTC, ils parviennent à obtenir le titre dans la catégorie GT2.
En 2007, Villorba Corse participe aux Le Mans Series.
En janvier 2017, Christian Pescatori, champion FIA GT en catégorie N-GT en 2002, également vainqueur des 12 Heures de Sebring la même année et champion des Le Mans Series en catégorie GT1 en 2005, est nommé directeur technique. Il s'exprime sur cette nouvelle association : « Je suis vraiment ravi de cette collaboration avec Cetilar Villorba Corse. Travailler de nouveau sur un programme qui concerne les prototypes, les voitures de mes rêves, c’est une situation très motivante. J’ai déjà parlé avec Amadio et le team, nous sommes très motivés mais également bien conscients du fait que cette saison représentera pour nous tous une énorme entreprise ». Pour le patron, Raimondo Amodio, Christian Pescatori est très compétent de par son ancienneté dans la discipline : « Tout d’abord, bienvenue à Christian. Je suis certain que ses qualités incontestées de pilote, son expérience internationale et ses brillants succès contribueront de manière significative à la croissance de toute l’équipe et au processus d’optimisation de nos propres structures ».
En mars 2017, près de la tour de Pise, l'écurie dévoile la livrée de la Dallara P217 qui sera engagée en European Le Mans Series, ainsi qu'aux 24 Heures du Mans,. Un programme en Michelin Le Mans Cup avec une Lamborghini Huracán GT3 pour Cédric Mezard et Steve Hiesse est également prévu.
En juin, Villorba Corse dispute les 24 Heures du Mans avec un équipage italien.
En août, l'écurie qui est également engagée en GT4 European Series, remporte la manche de Zolder avec la Maserati GranTurismo MC.